# Westerburg-Leiningen-Leiningen
Leiningen-Westerburg fue un estado histórico del Sacro Imperio Romano Germánico, situado en la vecindad de Leiningen y Westerburg en lo que ahora es el estado alemán de Renania-Palatinado.  
Westerburg-Leiningen-Leiningen fue formado en 1547 cuando, a la muerte del Conde Kuno II de Leiningen-Westerburg, Leiningen-Westerburg fue dividido entre Westerburg-Leiningen-Leiningen y Westerburg-Leiningen-Westerburg.
Este estado fue gobernado por una rama de la Casa de Leiningen. Duró hasta 1705, cuando fue absorbido por Leiningen-Schaumberg.
- Datos: Q7987369